# Aiserey
Aiserey é uma comuna francesa na região administrativa da Borgonha-Franco-Condado, no departamento de Côte-d'Or. Estende-se por uma área de 10,48 km², com 1 111 habitantes, segundo os censos de 1999, com uma densidade 106 hab/km².